# Acmaeodera curtilata
Acmaeodera curtilata är en skalbaggsart som beskrevs av Knull 1941. Acmaeodera curtilata ingår i släktet Acmaeodera och familjen praktbaggar. Inga underarter finns listade i Catalogue of Life.